# 马克·蒙沙尔
马克·蒙沙尔（法語：Marc Monchal，1935年8月27日—2020年11月12日），法国军事人物，陆军上将。曾任国防部办公厅主任、陆军参谋长等职。

## 生平
1935年生于迪镇，1岁时丧父，母亲经营着一家杂货店。1954年进入圣西尔军校学习，之后在炮兵服役，并在梅斯炮兵模范学校进修。
1950年代末，他被编入第24炮兵团，参加了阿尔及利亚战争。之后又在第35空降炮兵团服役，1984年6月晋升准將。
1989年4月，他被法国国防部长舍韦内芒任命为国防部办公厅主任。1991年4月，出任法国陆军参谋长。任内经历了南斯拉夫內戰和卢旺达种族灭绝等事件。1993年，他创立了法国陆军医疗支援部队。他于1996年退役。
1996年10月至2001年10月，担任法国最高行政法院特任国务委员。2020年11月12日逝世。

## 荣誉
- 大十字级法國榮譽軍團勳章（2015年）[7]
- 德国联邦十字勋章